# Городиский, Богдан-Иван Владимирович
Богда́н-Ива́н Влади́мирович Городи́ский (укр. Богдан-Іван Володимирович Городиський; род. 18 мая 1994) — украинский легкоатлет, специалист по бегу на длинные дистанции, кроссу и марафону. Выступает за сборную Украины по лёгкой атлетике с 2011 года, победитель и призёр первенств национального значения, участник ряда крупных международных стартов, действующий рекордсмен страны в полумарафоне. Мастер спорта Украины международного класса.

## Биография
Богдан-Иван Городиский родился 18 мая 1994 года.
Занимался лёгкой атлетикой во Львове, проходил подготовку под руководством тренеров Тамары Химион и Михаила Сташкива. Впоследствии был подопечным Игоря Петровича Сташко и представлял Киев.
Впервые заявил о себе на международном уровне в сезоне 2011 года, когда вошёл в состав украинской национальной сборной и в беге на 3000 метров выступил на юношеском мировом первенстве в Лилле.
В 2013 году бежал 1500 метров на юниорском европейском первенстве в Риети, занял 21-е место в юниорской категории на чемпионате Европы по кроссу в Белграде.
На кроссовом чемпионате Европы 2015 года в Йере в молодёжной категории финишировал на 46-й позиции.
В 2016 году на чемпионате Европы по кроссу в Кья стал среди молодёжи 27-м.
На кроссовом чемпионате Европы 2018 года в Тилбурге занял 74-е место среди взрослых спортсменов.
В 2019 году в беге на 10 000 метров одержал победу на чемпионате Украины в Мелитополе, в той же дисциплине показал 12-й результат на Кубке Европы в Лондоне. Помимо этого, с результатом 2:10:52 выиграл Белоцерковский марафон и тем самым стал чемпионом страны в марафонской дисциплине, занял 27-е место на чемпионате Европы по кроссу в Лиссабоне.
В 2020 году стал чемпионом Украины в беге на 10 000 метров и в полумарафоне, закрыл двадцатку сильнейших на чемпионате мира по полумарафону в Гдыне, установив при этом национальный рекорд Украины — 1:00:40.
За выдающиеся спортивные достижения удостоен почётного звания «Мастер спорта Украины международного класса».